# Territorio de Magallanes
El territorio de colonización de Magallanes o territorio de Magallanes, fue una división territorial de Chile, existente entre 1853 y 1929. Estaba dirigida por un gobernador, designado directamente por el presidente de la República.
Fue creado por el presidente Manuel Montt, mediante decreto supremo de 8 de julio de 1853, a partir del llamado «Establecimiento de Magallanes» o Colonia de Magallanes, luego que dejara de funcionar como presidio. El primer gobernador del territorio de Magallanes fue Jorge Schythe, nombrado el 11 de julio de 1853, y ejercía las funciones propias de un gobernador departamental y las que correspondían hasta entonces al jefe de aquella colonia.
El límite norte del territorio hasta 1878, fue el río Santa Cruz, y su límite oriental el océano Atlántico. Inclusive se llegó a fundar un establecimiento de observación de la Armada en la ribera sur del Río Santa Cruz, y un poblado denominado Puerto Gallegos, cerca del actual emplazamiento de la ciudad de Río Gallegos.
En los años 1881 y 1902 se establecieron los límites definitivos del Territorio de Magallanes, con los territorios argentinos, mediante tratado de límites y laudo arbitral respectivamente. El territorio de Magallanes fue suprimido en 1929, al convertirse en la provincia de Magallanes.

## Estructura
El territorio de Colonización de Magallanes se componía inicialmente de un único departamento.
| Departamento | Cabecera     |
| ------------ | ------------ |
| Magallanes   | Punta Arenas |

A inicios del siglo XX, el territorio estaba dividido en 6 comarcas, todas ellas pertenecientes al municipio de Punta Arenas:
| Municipio    | Comarca              |
| ------------ | -------------------- |
| Punta Arenas | 1a, Punta Arenas     |
| Punta Arenas | 2a, Patagonia        |
| Punta Arenas | 3a, Brunswick        |
| Punta Arenas | 4a, Occidente        |
| Punta Arenas | 5a, Tierra del Fuego |
| Punta Arenas | 6a, Islas Australes  |

En 1928, mediante los secreto con fuerza de ley n.º 8582 y n.º 8583, se fijó una nueva división territorial del país, mediante la cual se estableció que el territorio de Magallanes estaría compuesto de 3 departamentos.
| Departamento     | Cabecera                  |
| ---------------- | ------------------------- |
| Natales          | Puerto Natales            |
| Magallanes       | Magallanes (Punta Arenas) |
| Tierra del Fuego | Puerto Porvenir           |